# ناحیه بانک شمالی
ناحیه بانک شمالی (به لاتین: North Bank Division) یک منطقهٔ مسکونی در گامبیا است که در گامبیا واقع شده‌است. ناحیه بانک شمالی ۲٬۲۵۶ کیلومتر مربع مساحت و ۲۲۱٬۰۵۴ نفر جمعیت دارد.